# Národní park Panenské ostrovy
Národní park Panenské ostrovy (anglicky  Virgin Islands National Park) je jeden z amerických národních parků. Nachází se na závislém území Spojených států amerických, Americké Panenské ostrovy, v Malých Antilách. Leží na ostrově Svatého Jana (zaujímá více než polovinu jeho rozlohy) a na menším ostrůvku Hassel Island (v blízkosti ostrova Svatého Tomáše).
Park byl založen v roce 1956 a rozkládá se na ploše 59,6 km2.

## Flora a fauna
Národní park tvoří vnitrozemí ostrovů, pobřeží i části moře. Na území parku rostou suché a vlhké subtropické lesy, mangrovové porosty, jsou zde pláže a korálové útesy. Žije zde 138 druhů ptáků, více než 400 druhů ryb, 17 druhů velryb a delfínů, 13 druhů plazů a více než 230 druhů bezobratlých.